# Heidi Oetinger
Heidi Oetinger (geborene Oberlader, verwitwete von Hacht; * 19. November 1908 in Dalkendorf; † 5. Oktober 2009 in Hamburg-Duvenstedt) war eine deutsche Verlegerin.

## Leben

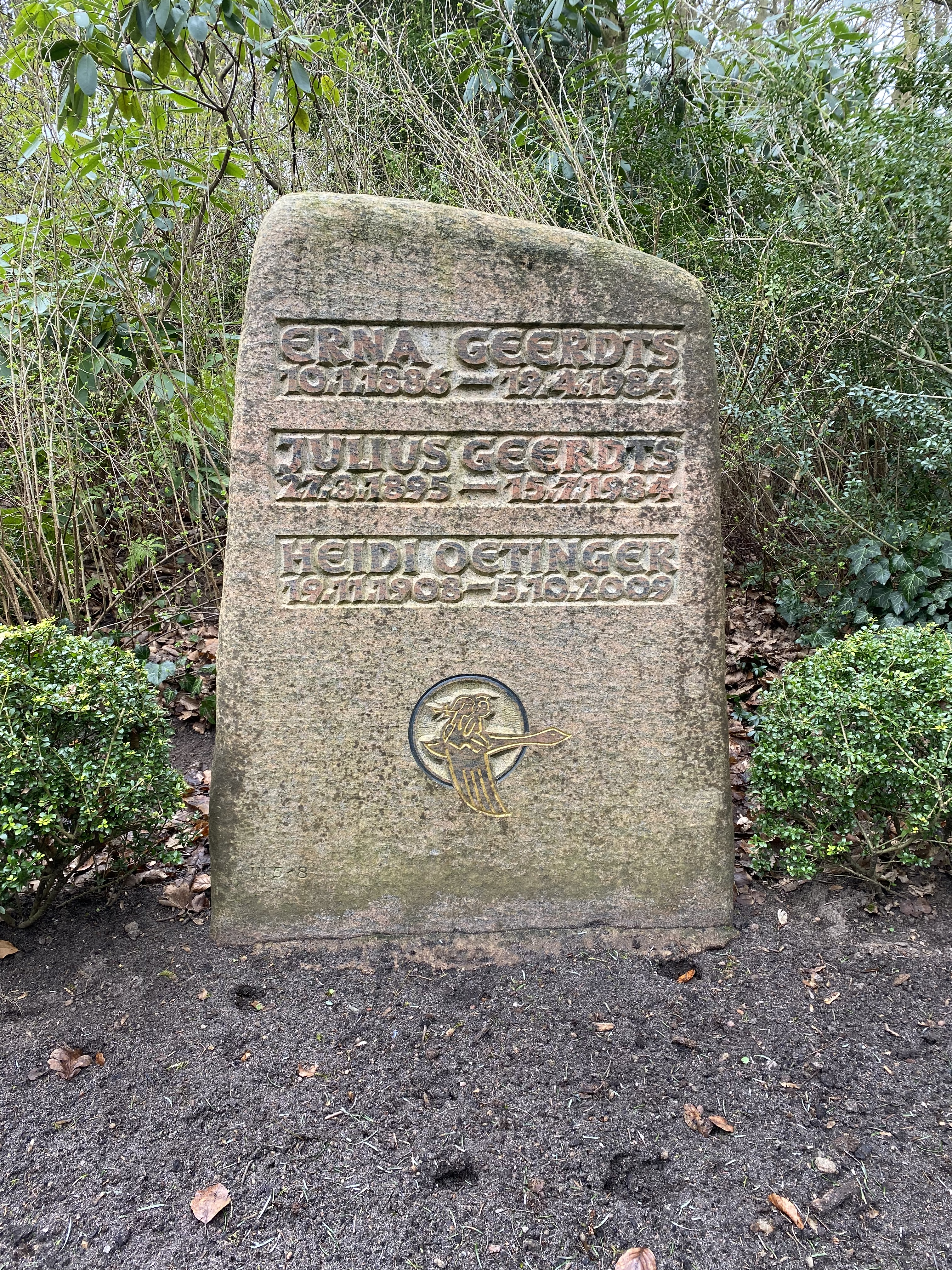
Grabstätte auf dem Waldfriedhof Wohldorf

Die Tochter eines Österreichers und einer Deutschen wuchs in Hamburg auf und war zunächst Anwaltsgehilfin in einer Seerechtskanzlei. 1948 begann sie ihre Arbeit, zunächst als Sekretärin, im Verlag Friedrich Oetinger. 1952 heiratete sie als Witwe den Verleger Friedrich Oetinger und baute mit ihm zusammen den Verlag auf. Sie übernahm nach dessen Rückzug aus dem Verlagsgeschäft, Ende der 1960er Jahre, die Leitung. Bis Mitte der 1980er Jahre war sie in der Geschäftsleitung aktiv tätig. Bis ins hohe Alter von 90 Jahren nahm sie noch an den halbjährlichen Vertretersitzungen der Verlagsgruppe Friedrich Oetinger teil. 
Aus Heidi Oetingers erster Ehe mit Alfred von Hacht († Zweiter Weltkrieg) stammt die Tochter Silke Weitendorf. Sie führt – gemeinsam mit Oetingers Enkeln Jan und Till Weitendorf sowie Julia Bielenberg – die Verlagsgruppe Friedrich Oetinger. 
Mit Astrid Lindgren verband sie eine tiefe Freundschaft.
Heidi Oetinger verstarb am 5. Oktober 2009 im Alter von 100 Jahren. Sie wurde auf dem Waldfriedhof Wohldorf in Hamburg-Wohldorf-Ohlstedt beigesetzt.

## Ehrungen
Für ihre besonderen Verdienste um die Kinderliteratur wurde Heidi Oetinger nicht nur von der Stadt Hamburg mit der Senator-Biermann-Ratjen-Medaille ausgezeichnet, sondern auch 1988 vom schwedischen König zum Ritter erster Klasse des Königlich Schwedischen Nordsternordens ernannt. In Würdigung ihres Lebenswerkes erhielt sie am 29. Mai 2009 das Verdienstkreuz 1. Klasse der Bundesrepublik Deutschland.

## Verlegte Bücher (Auswahl)
- Astrid Lindgren: Pippi Langstrumpf, Ronja Räubertochter, Die Kinder aus Bullerbü, Karlsson vom Dach, Die Brüder Löwenherz
- Kirsten Boie: Paule ist ein Glücksgriff
- Cornelia Funke: Die wilden Hühner – gestohlene Geheimnisse
- Paul Maar: Geschichten vom Sams
- Henning Mankell: Der Hund, der unterwegs zu einem Stern war
- Christine Nöstlinger: Ein Kater ist kein Sofakissen
- Sven Nordqvist: Pettersson und Findus
- Alexa Hennig von Lange: Lelle
- David Henry Wilson: Jeremy James oder kann ein Goldfisch Geige spielen?